# Жуково (озеро)
Жуково — озеро в Узункольском районе Костанайской области Казахстана. Находится в 9 км к западу от села Пресногорьковка и в 3,8 км к западу от села Круторяка.
По данным топографической съёмки 1959 года, площадь поверхности озера составляет 1,22 км². Наибольшая длина озера — 2,7 км, наибольшая ширина — 0,9 км. Длина береговой линии составляет 7,7 км, развитие береговой линии — 1,96. Озеро расположено на высоте 157 м над уровнем моря.